# Missões diplomáticas de Singapura

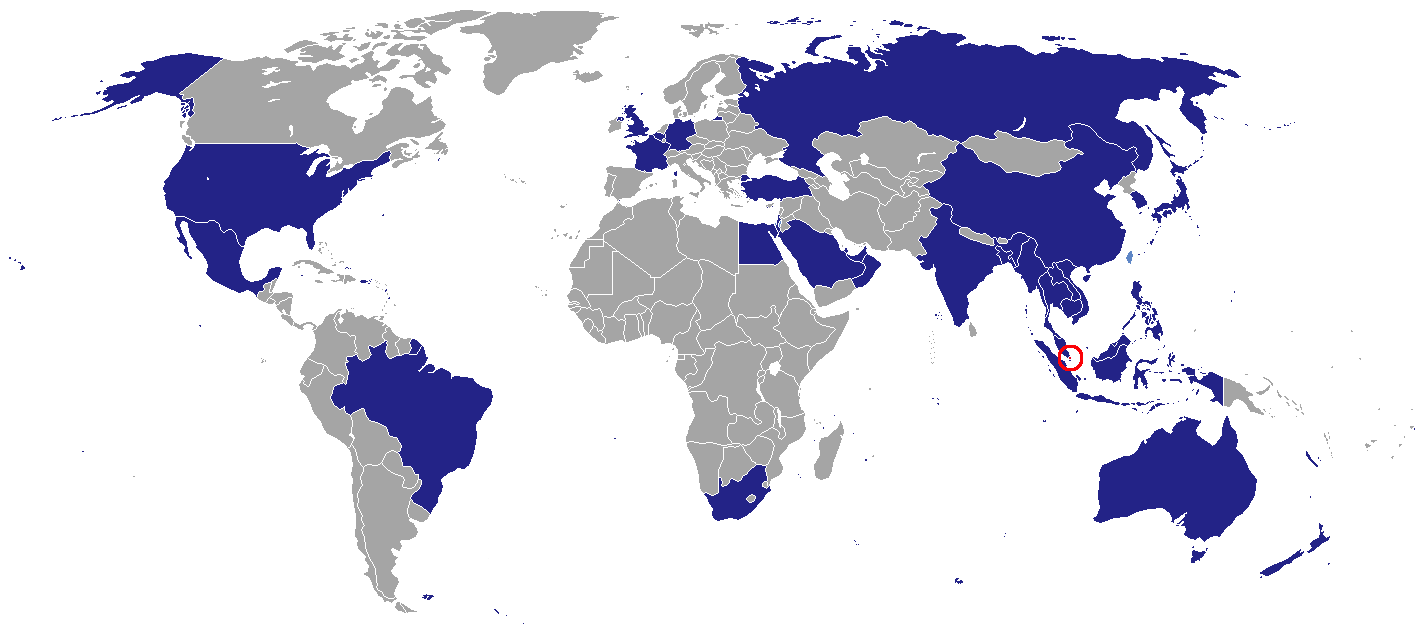
Missões diplomáticas de Singapura.

Abaixo estão citadas as embaixadas e consulados de Singapura:

## Europa

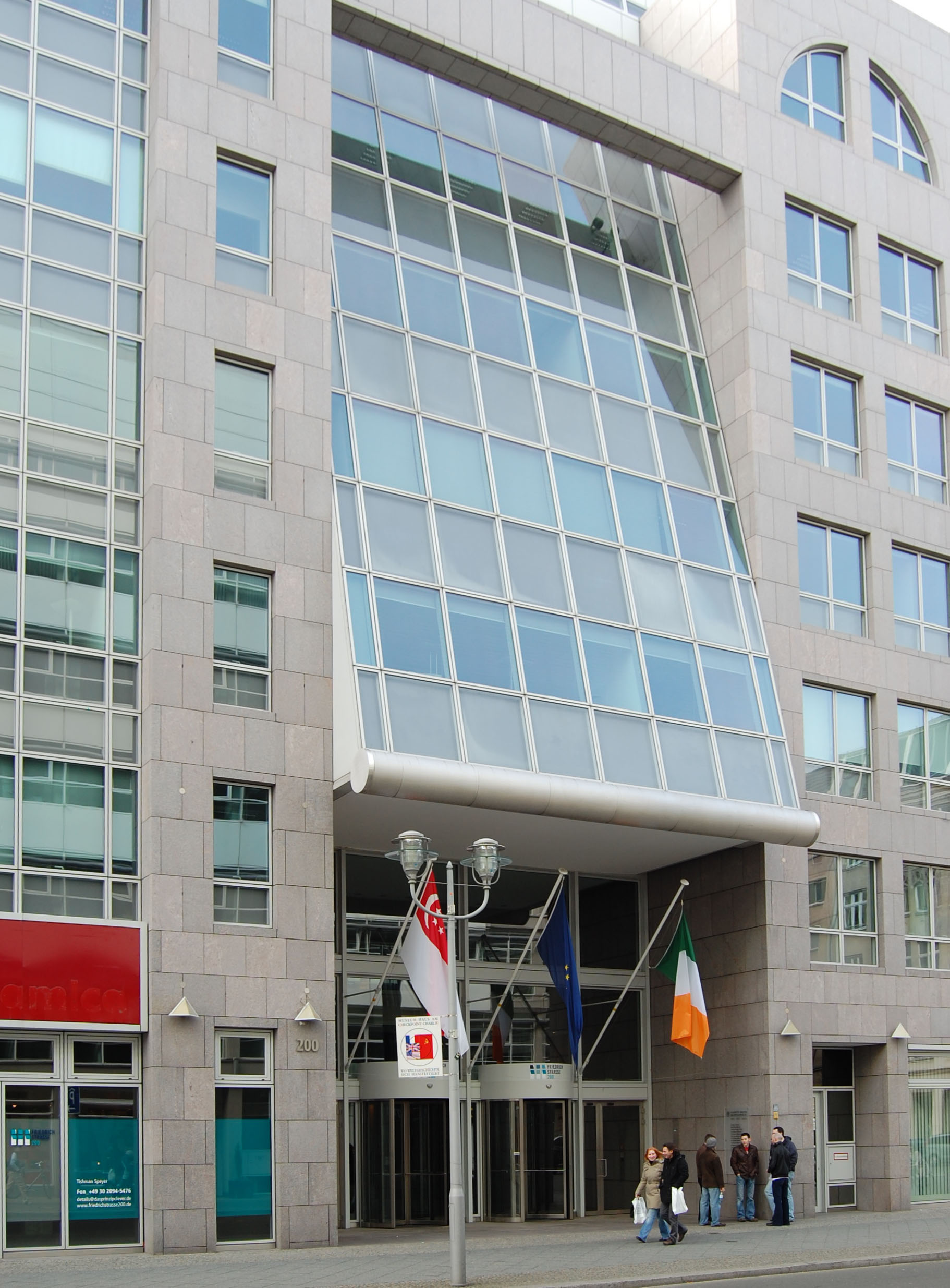
Embaixada de Singapura em Berlim, Alemanha.

- Alemanha
  - Berlim (Embaixada)
- Bélgica
  - Bruxelas (Embaixada)
- França
  - Paris (Embaixada)
- Rússia
  - Moscou (Embaixada)
- Reino Unido
  - Londres (Alta comissão)

## América do Norte

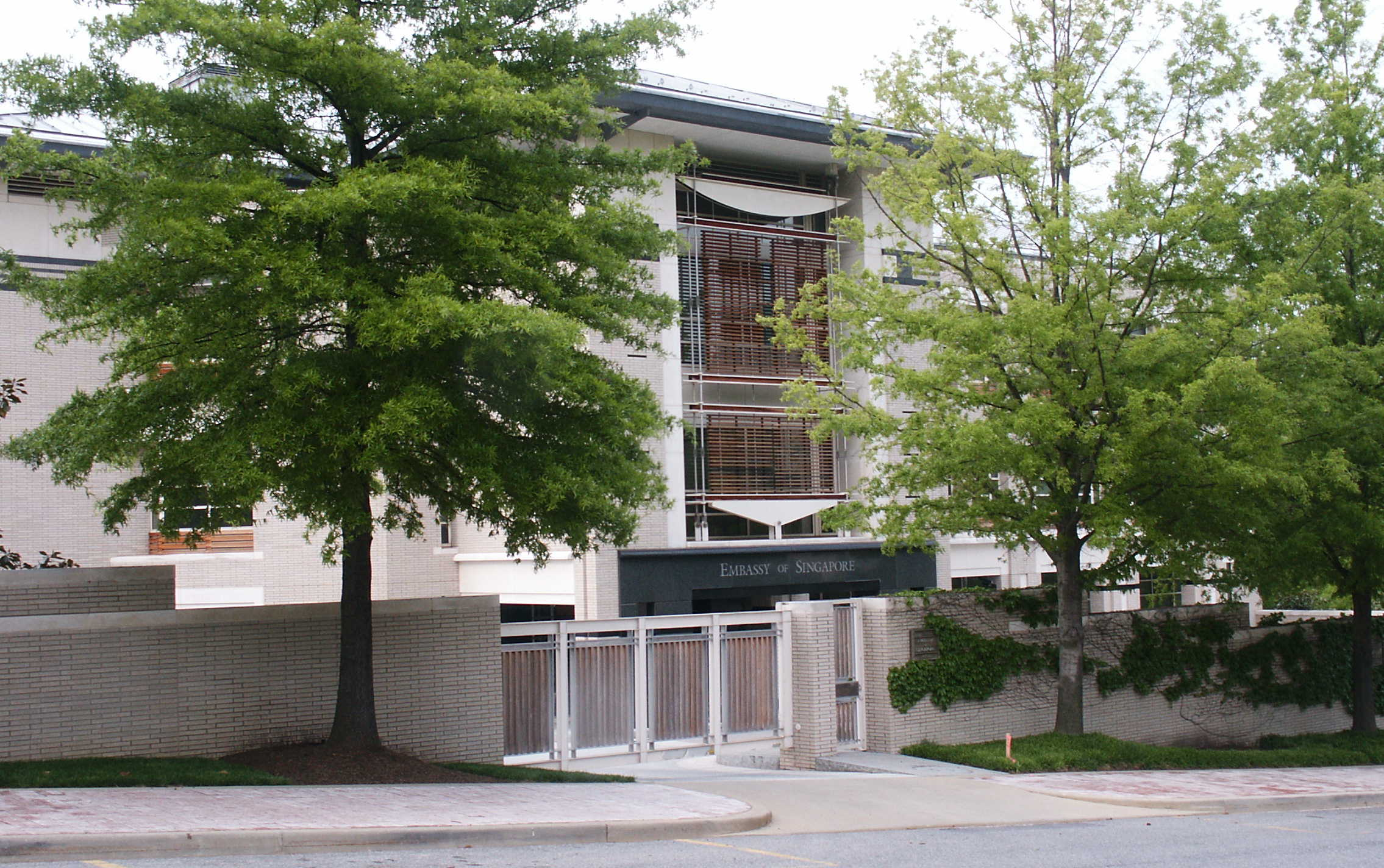
Embaixada de Singapura em Washington DC.

- Canadá
  - Vancouver (Consulado-geral)
- Estados Unidos
  - Washington DC (Embaixada)
  - São Francisco (Consulado-geral)
  - Nova Iorque (Consulado)

## América do Sul
- Brasil
  - Brasília (Embaixada)

## África
- África do Sul
  - Pretória (Alta comissão)
- Egito
  - Cairo (Embaixada)

## Oriente Médio
- Arábia Saudita
  - Riade (Consulado)
  - Gidá (Consulado)
- Emirados Árabes Unidos
  - Abu Dhabi (Embaixada)
  - Dubai (Consulado-Geral)
- Catar
  - Doha (Embaixada)

## Ásia
- Bangladesh
  - Daca (Consulado)
- Brunei
  - Bandar Seri Begawan (Alta comissão)
- Camboja
  - Phnom Penh (Embaixada)
- China
  - Pequim (Embassy)
  - Cantão (Consulado-geral)
  - Hong Kong (Consulado-geral)
  - Xangai (Consulado-geral)
  - Xiamen (Consulado-geral)
- Filipinas
  - Manila (Embaixada)
- Índia
  - Nova Délhi (Alta comissão)
  - Chennai (Consulado-geral)
  - Mumbai (Consulado)
- Indonésia
  - Jacarta (Consulado-geral)
  - Pekanbaru (Consulado)
- Japão
  - Tóquio (Embaixada)
  - Osaka (Consulado-geral)
- Coreia do Sul
  - Seul (Embaixada)
- Laos
  - Vientiane (Embaixada)
- Malásia
  - Kuala Lumpur (Alta comissão)
  - Johor Bahru (Consulado-geral)
- Myanmar
  - Rangum (Embaixada)
- Tailândia
  - Bangkok (Embaixada)
- Vietname
  - Hanói (Embaixada)
  - Ho Chi Minh (Consulado-geral)

## Oceania

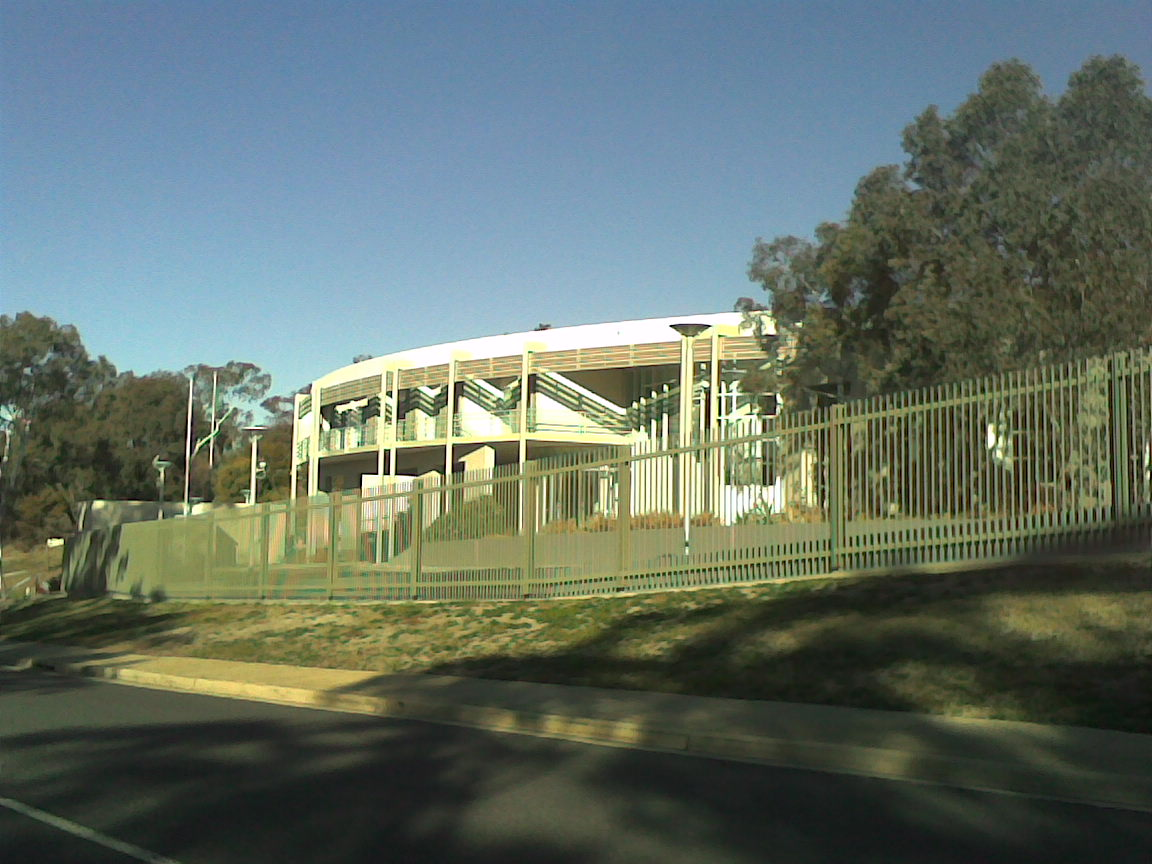
Alta comissão de Singapura em Camberra, Austrália.

- Austrália
  - Camberra (Alta comissão)
- Nova Zelândia
  - Wellington (Alta comissão)

## Organizações multilaterais
- Bruxelas (Delegação ante a União Europeia)
- Genebra (Missão permanente de Singapura ante as Nações Unidas)
- Nova Iorque (Missão permanente de Singapura ante as Nações Unidas)